# Рынок нефрита (Мандалай)
Рынок нефрита (Jade Market или Maha Aung Myay Market) — крупнейший в мире рынок по продаже нефрита и жадеита, расположенный в городе Мандалай (Мьянма). На рынке продают необработанные камни из Могоу, Качина, Сикайна и других регионов страны, заготовки для дальнейшей обработки, а также готовые изделия из нефрита (украшения, фигурки, статуи). Главными клиентами рыночных торговцев являются оптовые покупатели из Китая, остальные камни через рынок экспортируются в Таиланд, Индию и Западную Европу. После того, как США в 2003 году ввели санкции на импорт драгоценных камней и нефрита из Мьянмы, китайцы почти монополизировали закупки на рынке в Мандалае.    

## География
Рынок нефрита расположен в деловой части Мандалая, к юго-западу от главного железнодорожного вокзала. С севера граница рынка проходит по 38-й улице, с юга — по  41-й улице, с востока — по 86-й улице, с запада рынок ограничен одним из каналов, отходящих от Иравади. В двух кварталах на восток от рынка нефрита расположен рынок Man Myoe, где продают золото и ювелирные украшения.

## История
Формально рынок нефрита в Мандалае был основан в 2000 году, хотя торговля драгоценными и полудрагоценными камнями вдоль оживлённой 86-й улицы велась намного раньше. Про Мандалай конца 1990-х годов говорили, что здесь соединяются три важнейшие «линии» страны — белая (героин), красная (рубины) и зелёная (нефрит). Изначально на месте нынешнего рынка была маленькая торговая площадка, но постепенно, с либерализацией экономики Мьянмы, рынок разрастался, на него стекалось всё больше продавцов и покупателей со всех уголков Мьянмы и южного Китая.  
Первыми на рынок в Мандалае потянулись бывшие сепаратисты из Качина, которые наладили контрабандные поставки камней с нелегальных нефритовых шахт. После окончания правления военной хунты и начала политических реформ в 2011 году Китай усилил своё присутствие в экономике Мьянмы, в том числе в секторе добычи и торговли нефритом. В 2012 году власти предложили вынести рынок нефрита за пределы Мандалая, но петицию против этого подписали около 10 тыс. местных жителей. В 2014 году десятки тысяч человек вышли на демонстрацию против переноса рынка. В начале 2016 года власти вновь попытались переместить торговцев на новый рынок в южном пригороде Мандалая, но он так и не обрёл такой популярности у коммерсантов, как старый Нефритовый рынок.

## Структура
Официально на рынке работает 1170 лавок и магазинов, но множество других нефритовых лавок и мастерских занимают целые кварталы вокруг формальных границ рынка. Ежедневно рынок посещает около 100 тыс. человек. Все посетители рынка делятся на три категории: покупатели (20 %), продавцы (20 %) и посредники-перекупщики (60 %). Оптовые покупатели из Китая сидят в отдельных лавках и оценивают товар, который им подносят розничные продавцы и посредники. Другие покупатели подбирают камни нужных оттенков для своих ювелирных мастерских.
Покупатели
Дороже всего строит аренда лавок на центральной аллее рынка (от 60 тыс. до 100 тыс. долларов в год), лавки на боковых аллеях стоят значительно дешевле (от 3 до 10 тыс. долларов в год). Дешевле всего стоят места торговли с земли. Одни лавки продают необработанные плиты и камни, другие — уже распиленные и обтёсанные камни, третьи — отшлифованные камни и мелкие куски, оставшиеся после обработки плит, четвёртые — готовую продукцию. Наиболее ценятся жадеит «кошачий глаз» и «императорский зелёный» нефрит, за ними следуют «чёрный» (тёмно-зелёный), «розовый», «оранжевый» и «ледовый» (белый) нефрит. Все покупатели и оценщики ходят со специальными фонариками, с помощью которых определяют прозрачность и цвет камней, ищут трещины, примеси и другие дефекты.
Продавцы
На рынке много лавок, продающих готовые изделия из нефрита — браслеты, чётки, кольца, ожерелья, бусы, медальоны, серьги (многие изделия с золотыми и серебряными оправами), а также нефритовую плитку, саркофаги, различные статуи, небольшие статуэтки Будды, мифологические фигурки и знаки китайского гороскопа. 
На рынке и вокруг него имеется множество мастерских, в которых с помощью зубила или циркулярных пил разделывают большие плиты и камни на пластины и бруски, с помощью кольцевых пил делают круглые отверстия в нефрите, с помощью различных устройств шлифуют и полируют камни до нужного размера и формы, а также производят готовые изделия (в том числе нефритовые шарики для чёток и бус из остатков больших камней).
Мастерские
Кроме лавок и мастерских нефрита на рынке имеются кафе, бары, бильярдные, лотки по продаже листьев бетеля, чая и лапши. Администрация рынка отвечает за уборку территории, благоустройство торговых мест, безопасность посетителей и сбор арендной планы, а также улаживает конфликты между посетителями, разбирает подозрительные сделки. Рынок открывается в 4:00, когда продавцы начинают выгружать большие плиты нефрита и расколотые камни с грузовиков и лодок.